# Mustapha N'Doye
Pour les articles homonymes, voir Ndoye.
Moustapha N'Doye est un ancien joueur français de basket-ball, né le 22 juin 1967 à Kaolack, au Sénégal. Il travaille aujourd'hui à Fresnes comme éducateur sportif et a trois enfants : Aissa, Anta et Maimouna N'Doye[réf. souhaitée].
Sa  femme est Khady Tall.

## Palmarès
- 1994-1995: Vainqueur de la coupe de France avec Limoges